# ARMA aka Omoikane GNU/Linux
ARMA aka Omoikane GNU/Linux（アルマ・アカ・オモイカネ・グニュー・リナックス）は、Linuxディストリビューションの一つである。日本のオモイカネ株式会社によって開発されている。
Debian GNU/Linux派生のディストリビューションであるが、グラフィカルなインストーラ・標準ファイルシステムにXFSを採用しているため、本家Debianよりも初心者に使いやすいディストリビューションとなっている。

## 基本要素
- 開発母体: 企業(オモイカネ株式会社)
- パッケージ管理システム: deb + APT
- 動作プラットフォーム: IA-32